# Nate Thurmond
 Nathaniel „Nate” Thurmond (Akron, Ohio, 1941. július 25. – San Francisco, Kalifornia, 2016. július 16.) amerikai kosárlabdázó.
14 éves karrierje nagy részét az NBA-ben, a Golden State Warriorsszal töltötte. Center és erőcsatár poszton játszott. Thurmond hétszer volt All-Star-játékos, és ő volt az első az NBA történetében, aki hivatalosan elérte a quadruple-double-t. 1965-ben 42 lepattanót szerzett egy játékban, csak Wilt Chamberlain és Bill Russel szerzett több lepattanót NBA-játékokban. Thurmond a Naismith Memorial Basketball Hall of Fame tagja volt, és egyike a legjobb 50 játékosnak az NBA történetében.
A szurkolók „Nate, a hatalmas” néven ismerték. Thurmond a Golden State Warriorsből és a Cleveland Cavaliersből is saját, 42-es számával vonult vissza.

## Középiskola és egyetemi karrier
Thurmond az Akron's Central középiskolában kezdte, ahol végig az NBA-sztár Gus Johnson mellett játszott.

## Fordítás
- Ez a szócikk részben vagy egészben  a   Nate Thurmond című angol Wikipédia-szócikk ezen változatának fordításán alapul.  Az eredeti cikk szerkesztőit annak laptörténete sorolja fel. Ez a jelzés csupán a megfogalmazás eredetét és a szerzői jogokat jelzi, nem szolgál a cikkben szereplő információk forrásmegjelöléseként.